# التحالف الديمقراطي من أجل النيجر
التحالف الديمقراطي من أجل النيجر (بالفرنسية: Alliance Démocratique pour le Niger)‏ هو حزب سياسي في النيجر.

## التاريخ
تأسس الحزب في عام 2014 من قبل وزير التنمية العمرانية والإسكان حبي محمدو ساليسو.
لم يرشح الحزب مرشحًا رئاسيًا في الانتخابات العامة لعام 2016، لكنه فاز بمقعد واحد في الجمعية الوطنية.